# Franck Junillon
Franck Junillon (ur. 28 listopada 1978 w Montpellier) – francuski piłkarz ręczny, reprezentacji kraju. Obecnie występuje w Bundeslidze, w drużynie MT Melsungen.
W 2009 roku w Chorwacji wywalczył mistrzostwo Świata. W finale ekipa Francji pokonała Chorwację 24:19.
Mistrz Europy z 2010 r. z Austrii. Podczas ME w 2010 r. Francuzi pokonali w finale Chorwację 25:21.

## Sukcesy
- 2010:  mistrzostwo Europy (Austria)
- 2009:  mistrzostwo Świata (Chorwacja)
- 1998, 1999, 2000, 2002, 2003, 2004, 2005, 2006:  wicemistrzostwo Francji
- 1999, 2000, 2001, 2002, 2003, 2005, 2006:  puchar Francji
- 2005:  III miejsce mistrzostw Świata (Tunezja)
- 2003:  zwycięstwo w EHF Lidze Mistrzów